# Mielőtt felkel a Nap
A Mielőtt felkel a Nap (eredeti címe: Before Sunrise) 1995-ben bemutatott amerikai–osztrák–svájci romantikus dráma Richard Linklater rendezésében. A "Before-sorozat" további részei a Mielőtt lemegy a Nap (2004) és a Mielőtt éjfélt üt az óra (2013).

## Történet
|  | Alább a cselekmény részletei következnek! |

Jesse, az amerikai srác, és Celine, a francia végzős diáklány a Budapestről Bécsbe tartó vonaton ismerkednek össze. A két fiatal kellemesen elbeszélget az út során, melynek következtében a fiú arra kéri a lányt, tartson vele a bécsi éjszakában. Celine belemegy a dologba és a két fiatal együtt tölti azt a néhány órát, amely a reggelig még hátravan. Kapcsolatuk végül elsöprő szerelemben teljesedik ki, csakhogy napkeltekor el kell válniuk.
|  | Itt a vége a cselekmény részletezésének! |

## Szereplők
| szerep               | színész                | magyar hangja      |
| -------------------- | ---------------------- | ------------------ |
| Jesse                | Ethan Hawke            | Stohl András       |
| Celine               | Julie Delpy            | Kisfalvi Krisztina |
| feleség a vonaton    | Andrea Eckert          | –                  |
| férj a vonaton       | Hanno Pöschl           | –                  |
| fiú a hídon          | Karl Bruckschwaiger    | Háda János         |
| fiú a hídon          | Tex Rubinowitz         | Galbenisz Tomasz   |
| gitáros              | Harald Waiglein        | –                  |
| tenyérjós            | Erni Mangold           | Andai Györgyi      |
| utcai költő          | Dominik Castell        | Viczián Ottó       |
| amerikai a kávézóban | John Sloss             | Balázsi Gyula      |
| csapos               | Haymon Maria Buttinger | Bácskai János      |
| hastáncosnő          | Bilge Jeschim          | –                  |
| dobos                | Kurti                  | –                  |
| alvó ember a vonaton | Adam Goldberg          | –                  |

## Szinkronstáb
- magyar szöveg: Fodor Zsuzsa
- hangmérnök: Bérczi Endre
- vágó: Gáspár Tamara
- gyártásvezető: Németh Piroska
- rendezőasszisztens: Dóczi Orsolya
- szinkronrendező: Juhász Anna
- szinkronstúdió: Videovox Stúdió

## Díjak és jelölések
- Berlini Nemzetközi Filmfesztivál (1995) – Legjobb rendező: Richard Linklater
- Berlini Nemzetközi Filmfesztivál (1995) – Arany Medve – jelölés: Richard Linklater